# Compsocryptus apicalis
Compsocryptus apicalis là một loài tò vò trong họ Ichneumonidae.